# Severikirche (Erfurt)

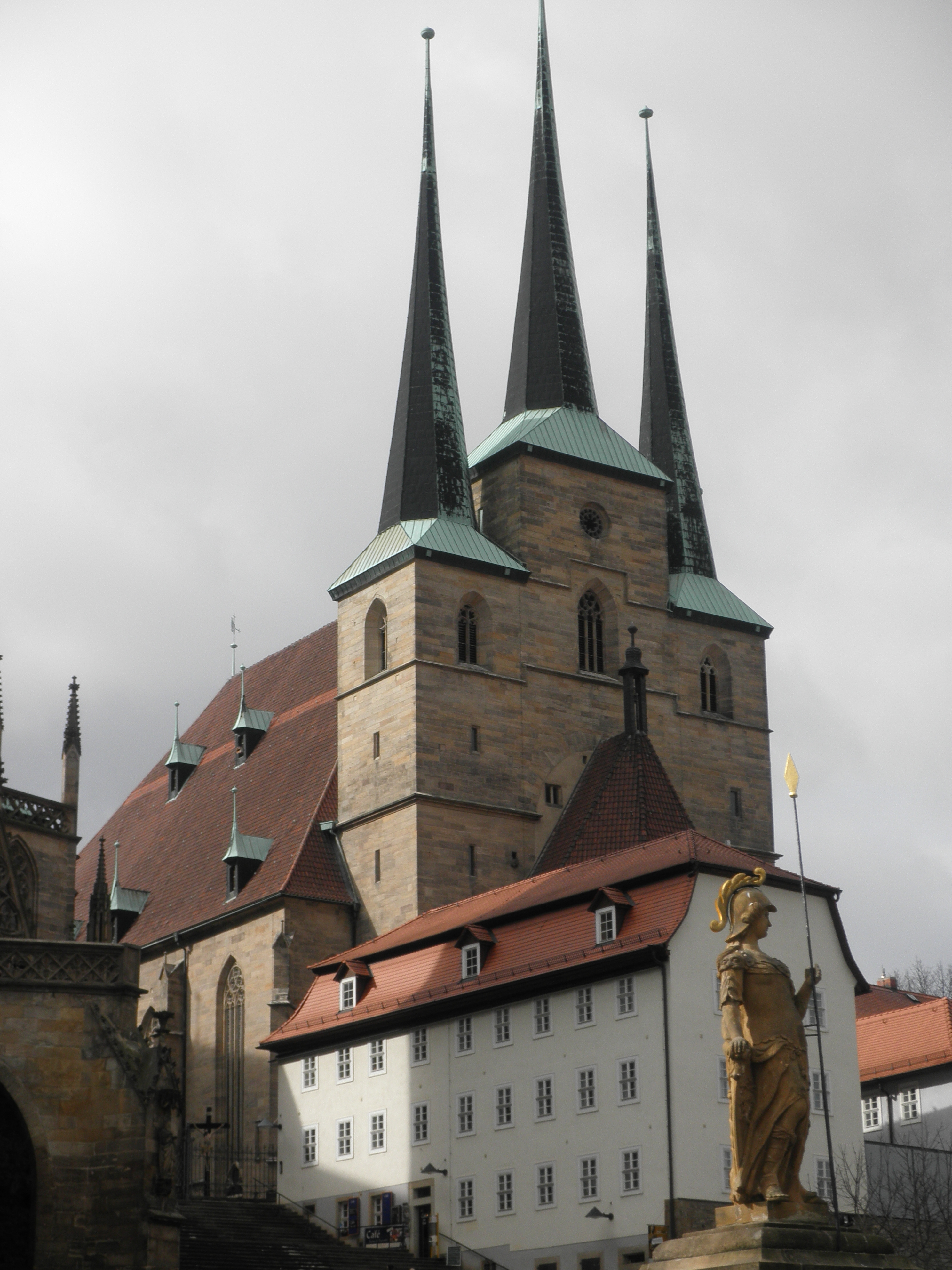
Severikirche vom Domplatz

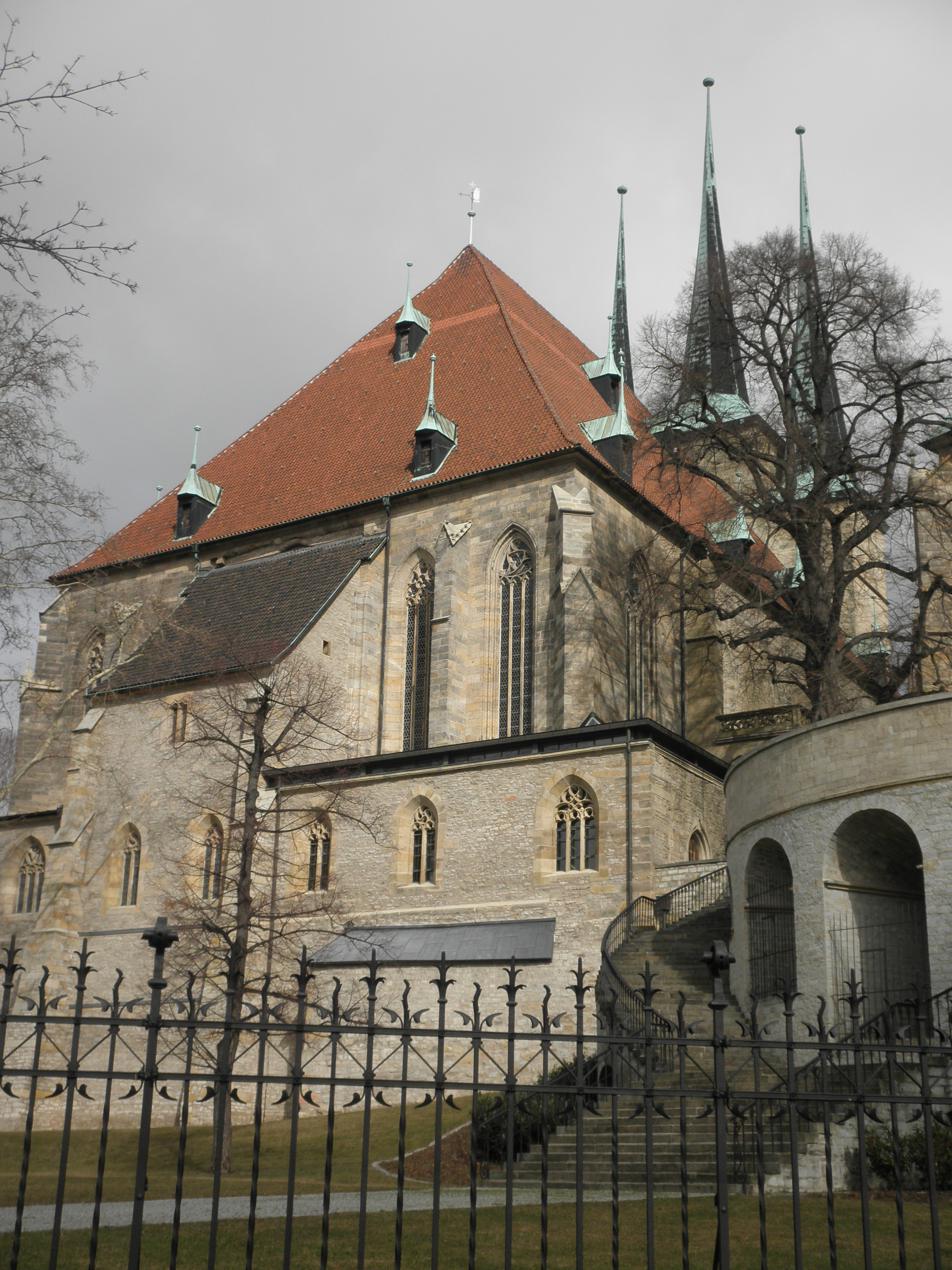
Severikirche von Westen

Die Severikirche ist ein gotischer Kirchenbau der römisch-katholischen Kirche in Erfurt. Sie steht auf dem Domberg unmittelbar neben dem Erfurter Dom. Als einzigartiges architektonisches Ensemble bilden beide Kirchen gemeinsam das Wahrzeichen der Stadt. Die Severikirche ist eine fünfschiffige Staffelhalle und damit eine der ersten Hallenkirchen Mitteldeutschlands. Da der benachbarte Dom eine Hallenkirche ohne Höhenstaffelung ist, ist Wilfried Kochs Erwähnung „Erfurt“ als Musterbeispiel einer Staffelhalle auf St. Severi zu beziehen. In einem künstlerisch sehr bedeutenden Sarkophag ruhen die Gebeine des Kirchenpatrons Severus von Ravenna. Sie ist Filialkirche der Pfarrei St. Laurentius Erfurt im Dekanat Erfurt des Bistums Erfurt.

## Baugeschichte

Zeichnung von 1890

### Kirche im frühen Mittelalter
An der Stelle der heutigen Kirche stand eine ältere St.-Pauls-Kirche, von der jedoch bei archäologischen Ausgrabungen im Jahr 1960/61 unmittelbar nördlich der Kirche keine Baureste festgestellt wurden. Somit muss offenbleiben, wann und von wem sie gegründet wurde. Teilweise wird ihre Einrichtung noch auf Bonifatius zurückgeführt. 708 soll ein Benediktinerkloster, vielleicht sogar auch mit Nonnen, namens St. Paul gegründet worden sein. 836 ließ Erzbischof Otgar von Mainz (826–847) die Gebeine des heiligen Severus von Ravenna nach Erfurt in das Benediktinerinnenkloster St. Paul, ein altum monasterium, überführen. Im 9. Jahrhundert hatte die Kirche vermutlich zwei Patrozinien: St. Paul und St. Severus. Nach unsicherer Überlieferung wurde 935 an dem Kloster ein Kollegiatstift gegründet.

### Romanischer Kirchenbau
Danach war erst 1079/1080 wieder von der Severikirche die Rede. Bei der Eroberung der Stadt Erfurt durch Heinrich IV. wurden die Kirchen mitsamt den Personen, die sich in diese geflüchtet hatten, in Brand gesteckt. Danach riss man die „Hohes Münster“ genannte Kirche ab und errichtete sie in kleinerer Form an demselben Ort neu.
1121 wurde das Kanonikerstift an der St.-Severi-Kirche erstmals urkundlich genannt. Es gab damit auf dem Domberg ein zweites Kollegiatstift neben St. Marien, das wohl ebenfalls schon fast 200 Jahre existierte. Gleichzeitig bestand auf dem mons Severi noch das Nonnenkloster weiter, das wohl die gleiche Kirche benutzte. Als dritte Einrichtung an dieser Stelle hatte Erzbischof Adalbert von Mainz (1109–1137) vor 1123 eine bischöfliche Residenz, das „Krummhaus“ östlich der Severikirche, errichten lassen. Als der Platz zunehmend knapp wurde, siedelte Adalbert das Benediktinernonnenkloster St. Paul 1123 auf den Cyriaksberg um. 1142 wurden Severikirche und Stift, die Bischofsburg und das Peterskloster auf dem Petersberg durch einen Brand zerstört. Erstere wurden anschließend angeblich bis 1148 neu errichtet oder – weitaus wahrscheinlicher – lediglich repariert. Trotz dieses Zustandes wurde die Kirche noch im selben Jahr neu geweiht.
Der Grundriss der Romanik ist im heutigen Bau noch ablesbar. Es handelte sich um eine dreischiffige Basilika mit zwei Querhäusern und zwei Chören, der Ostchor war – wie auch bei der Peterskirche und St. Marien – von zwei Osttürmen flankiert. Die beiden Chöre setzten offensichtlich eine ältere Tradition fort, die auch durch das Doppelpatrozinium zum Ausdruck kommt.

### Hochgotischer Neubau

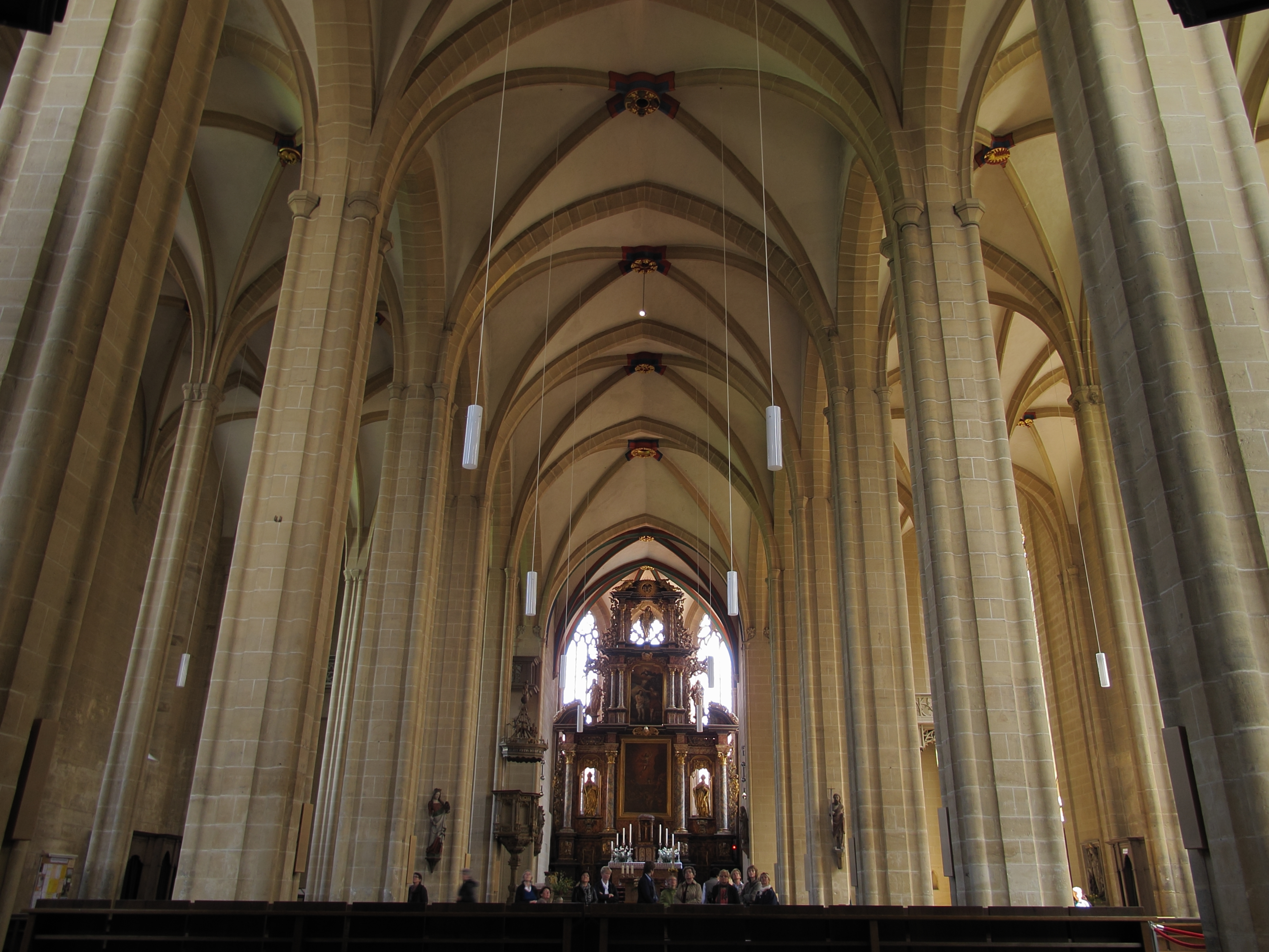
Fünfschiffige Hallenkirche

1238 war in einer Ablassurkunde von einem Plan für einen Neubau die Rede, der dann aber erst in den 1270er Jahren begonnen wurde. Die Quellen beschreiben, dass die Kirche „eine Ruine zu werden droht(e)“ bzw. gar eingestürzt sei. Die urkundliche Überlieferung für den Bau ist außerordentlich günstig, da zahlreiche Ablässe gewährt wurden, die über den Baufortschritt berichten. Diese Ablässe deuten auch darauf hin, dass der Neubau besonders eindrucksvoll werden sollte. 1308 wurde der neue Hochaltar geweiht; damals waren zumindest die Ostteile, der Chor und das östliche Querhaus fertiggestellt. 1327 soll das Langhaus, fünf Jahre später die gesamte Kirche weitgehend fertiggestellt gewesen sein. Einige Nachrichten beziehen sich auf erste Reparaturen schon nach einem Blitzeinschlag 1327, bei dem auch mehrere Menschen getötet wurden, was darauf schließen lässt, dass die Kirche zu dieser Zeit bereits wieder benutzt wurde.
Mehr oder wenig vollendet war die Kirche wahrscheinlich erst in der Mitte des 14. Jahrhunderts, da in den 1360er Jahren eine ganze Reihe von Altären gestiftet wurden. Die große Zahl der Stiftung von Altären, Vikarien und weithin bekannter hochgotischer Skulpturen weist auf den wirtschaftlichen Aufschwung Erfurts in dieser Zeit hin. Die Einwölbung war erst um 1370 abgeschlossen. In den 1370er und 1380er Jahren kam es mehrfach zu teilweise auch handgreiflichen Auseinandersetzungen zwischen beiden Kapiteln um die zwischen 1358 und 1363 an der Südseite errichtete eingeschossige, zweijochige Blasiuskapelle und den Grenzverlauf zwischen beiden Kirchen, die erst 1387 gütlich beigelegt werden konnten. Die Kapelle, die mit ihren Strebepfeilern auf das Gelände der Marienkirche übergriff, sollte umgebaut werden und die Grenze zwischen den beiden Kirchen mit Grenzsteinen, auch auf der Kapelle, markiert werden, was noch vor 1429 geschah.
Geschaffen wurde ein fünfschiffiges, vierjochiges Langhaus von fast quadratischer Form mit zwei Querschiffen im Osten und Westen. Somit wurde die Grundrissgliederung des romanischen Baus weitgehend beibehalten, möglicherweise wurden auch die alten Fundamente benutzt. Man fügte im Norden und Süden ein zweites Seitenschiff an, wodurch die gesamte Kirche die Breite der Querhäuser erhielt, die damit nicht mehr nach außen hervortraten. Die Gewölbe aus der Zeit um 1370 scheinen auf den ersten Blick gleich hoch zu sein, wodurch der Bau sehr einheitlich wirkt. Hier hat man auf romanischem Grundriss in hochgotischer Zeit einen für diese Zeit äußerst ungewöhnlichen Kirchenbau errichtet, der eigentlich erst viel später mit den spätgotischen Hallenbauten des 15. Jahrhunderts in Mode kam. Die zweijochige und zweigeschossige Marienkapelle an der Nordseite wurde wohl gleichzeitig mit der Kirche und dem Portalvorbau des Hauptportals geschaffen (Maria mit Kind 1360/1370).

### Spätgotische Umbauten

Severusaltar (nach 1472), mit Original des Sarkophagdeckels

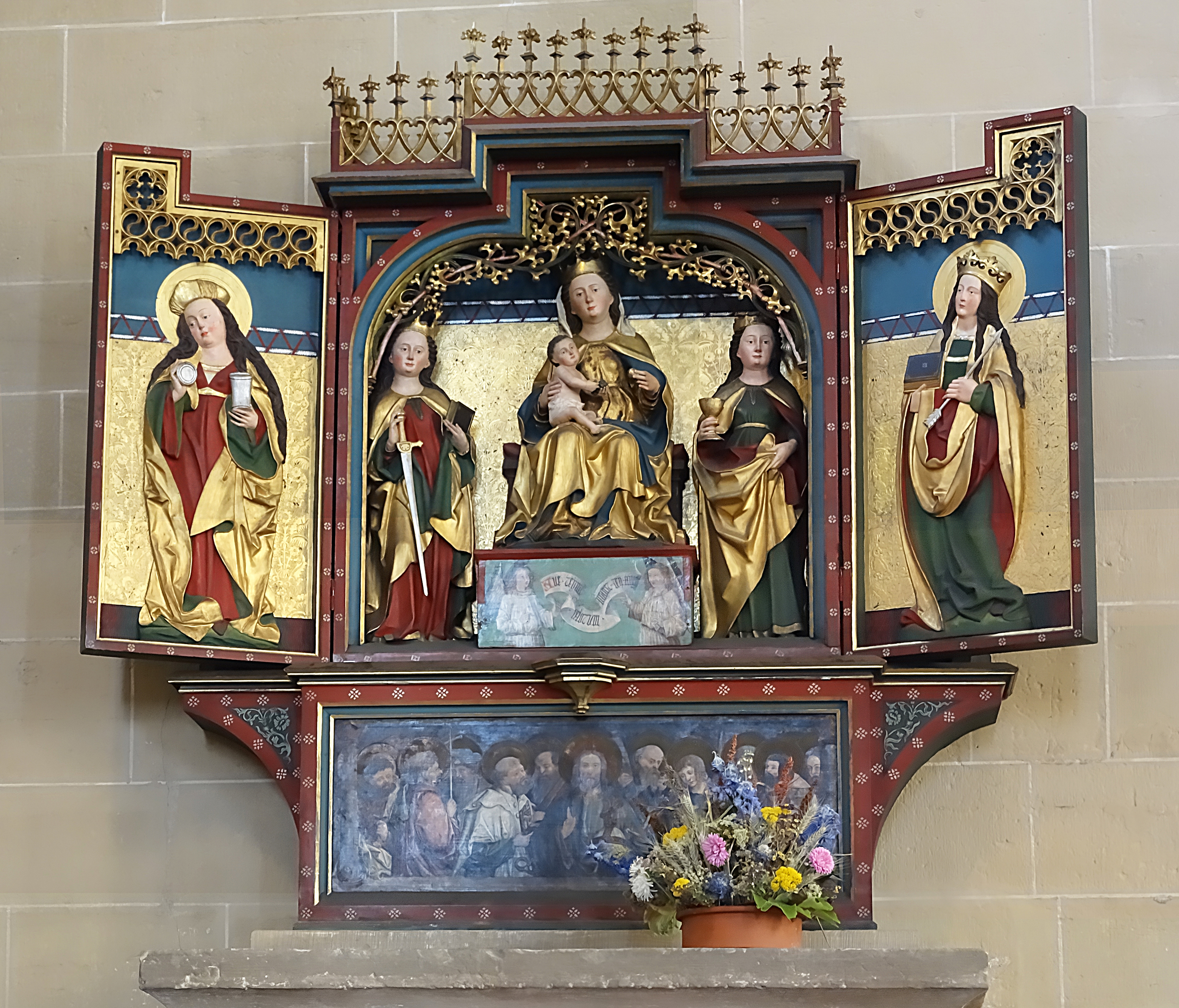
Marienaltar (1510)

Eine wesentliche Zäsur in der Geschichte und Baugeschichte der Kirche stellt der verheerende Stadtbrand vom 19. Juni 1472 dar, bei dem auch St. Severi stark betroffen war. Beschädigt oder zerstört waren die Glockentürme, Glocken, Orgeln, die gesamte Bedachung, der Westchor mit Kreuzgang und Teile der Gewölbe. Bis um 1500 wurden die Brandschäden behoben und einige Neubauten wie Sakristei und Kapitelsaal errichtet. Aus dieser Zeit stammen das riesige, das ganze Schiff überdeckende Walmdach (1472/1473) und die heutige Gestalt des östlichen Abschlusses mit Dreiturmgruppe.
Die im Grundriss quadratischen Chorseitentürme stammen ursprünglich aus hochgotischer Zeit, doch wurden sie bis auf die unteren Geschosse vernichtet und danach neu aufgebaut, wobei sie 1495 ihre heutige Gestalt mit schlanken Knickhelmen erhielten. Der erhöhte Mittelturm mit dem Glockengeschoss wurde wohl ebenfalls erst zu dieser Zeit hinzugefügt, sein Knickhelm ist auf 1494 datiert. Der Westchor wurde zusammen mit den Anschlüssen für den Kreuzgang niedergelegt. An seiner Stelle entstand bis 1495 ein zweigeschossiger Anbau mit Kreuzkapelle.
Der spätgotische Marienaltar (1510) im nördlichen Seitenschiff wird der Saalfelder Schule zugerechnet. Im Schrein, dem schrankartigen Mittelstück, wird die thronende Gottesmutter Maria flankiert von den Standfiguren der heiligen Barbara (mit Kelch) und der heiligen Katharina (mit Schwert). Die in Flachschnitzerei gearbeiteten Heiligenfiguren auf den Seitenflügeln zeigen die heilige Ursula (mit Pfeil und Buch) sowie Maria Magdalena (mit Salbgefäß). Bei geschlossenen Seitenflügeln ist die Verkündigung der Geburt Christi durch den Erzengel Gabriel zu sehen.

### Klausuranlagen
In veröffentlichten Urkunden wird zweimal, 1317 und 1363, ein Kreuzgang erwähnt. Heute wird meist davon ausgegangen, dass die gotische Severikirche nie eine voll ausgebildete Klausur besessen hatte. Platz hierfür hätte eigentlich nur an der Nordseite bestanden, doch sind dort nirgends Spuren nachweisbar, und es gibt auch keine Hinweise auf den Abbruch eines Kreuzganges oder einer Klausuranlage. Als Kapitelsaal (locus capitularis) diente wohl ein Raum in der Kirche selbst. 1386 tagte das Kapitel nachweislich dort, im folgenden Jahr wird der Ort beschrieben als Raum in den Ostjochen der nördlichen Seitenschiffe unmittelbar westlich des nördlichen Querhausarms. Die Chorherren zogen zum Gottesdienst und den Kapitelsitzungen durch das Hauptportal an der Nordseite ein, als Laienportal diente der heutige Haupteingang im Süden.
Nach dem Brand von 1472 wurde ein ambitus an der Westseite der Kirche und vor der Südwestecke erbaut, vielleicht auch nur ein älterer Zustand ohne tiefgreifende Veränderungen wiederhergestellt. 1485 wurden eine neue Sakristei (1818 abgebrochen) und ein Kapitelsaal an der Nordseite der Kirche errichtet, zehn Jahre später war ein neuer Kreuzgang fertiggestellt.

### Kirche und Stift in der Neuzeit
Von 1582 bis 1584 wirkte Valentin Leucht (1550–1619), Buchautor, später kaiserlicher Hofpfalzgraf und Bücherkommissar, hier als Pfarrer.
1633 wurde die Severikirche von schwedischen Truppen besetzt und anschließend den Protestanten übergeben, die den Innenraum durch Abbruch eines Altars und Verlegung der Kanzel veränderten. 1635 wurde die Kirche den Katholiken zurückgegeben und die Änderungen wurden rückgängig gemacht. In den 1670er-Jahren erhielt die Kirche einen neuen barocken Hochaltar. Der Meister des Altars ist der Holzbildhauer Johann Andreas Gröber (1644–1709), der von ca. 1671 bis zu seinem Tod im eichsfeldischen Heiligenstadt lebte.
Wie das Marienstift war auch das Severistift im Zuge der Säkularisation 1803 aufgehoben worden. Die Kirche wurde 1813/1814 von der französischen Besatzung zeitweise als Lazarett genutzt, insbesondere wegen des grassierenden „Nervenfiebers“ (Flecktyphus und Typhus). Die vielen Toten entsorgte man während der Belagerung von Erfurt in benachbarten Kellern und unterirdischen Gängen. 1811, zur Zeit von Napoleons „Kaiserlicher Domäne“ Erfurt, war die Kirche auf dessen Veranlassung im Erfurter Intelligenzblatt zum Verkauf auf Abriss ausgeschrieben. Es fand sich kein Käufer, so blieb die Kirche erhalten.
1834 begann die Restaurierung der Marienkapelle, 1845 die Gesamtinstandsetzung der Severikirche. Die Ausmalungen aus dieser Zeit wurden 1928/1929 wieder beseitigt.
Im Zweiten Weltkrieg wurde die Kirche durch die Luftangriffe auf Erfurt 1944/1945 erheblich beschädigt, vorwiegend durch die Druckwellen von Luftminen, aber auch Granatenbeschuss im April 1945. Die Deckung aller Dächer wurde völlig zerstört, alle Glasfenster vernichtet und die Maßwerke und Rippen der Fenster zum Teil schwer beschädigt. Auch die Bonifatiuskapelle und die der Kirche benachbarten Wohnhäuser erlitten Schäden.
In den 1970er- und frühen 1980er-Jahren erfolgten eine erneute Dachsanierung und eine komplette Innenrestaurierung, der sich 1993 bis 1995 die Restaurierung des südwestlichen Kreuzganges anschloss.

### Bildergalerie

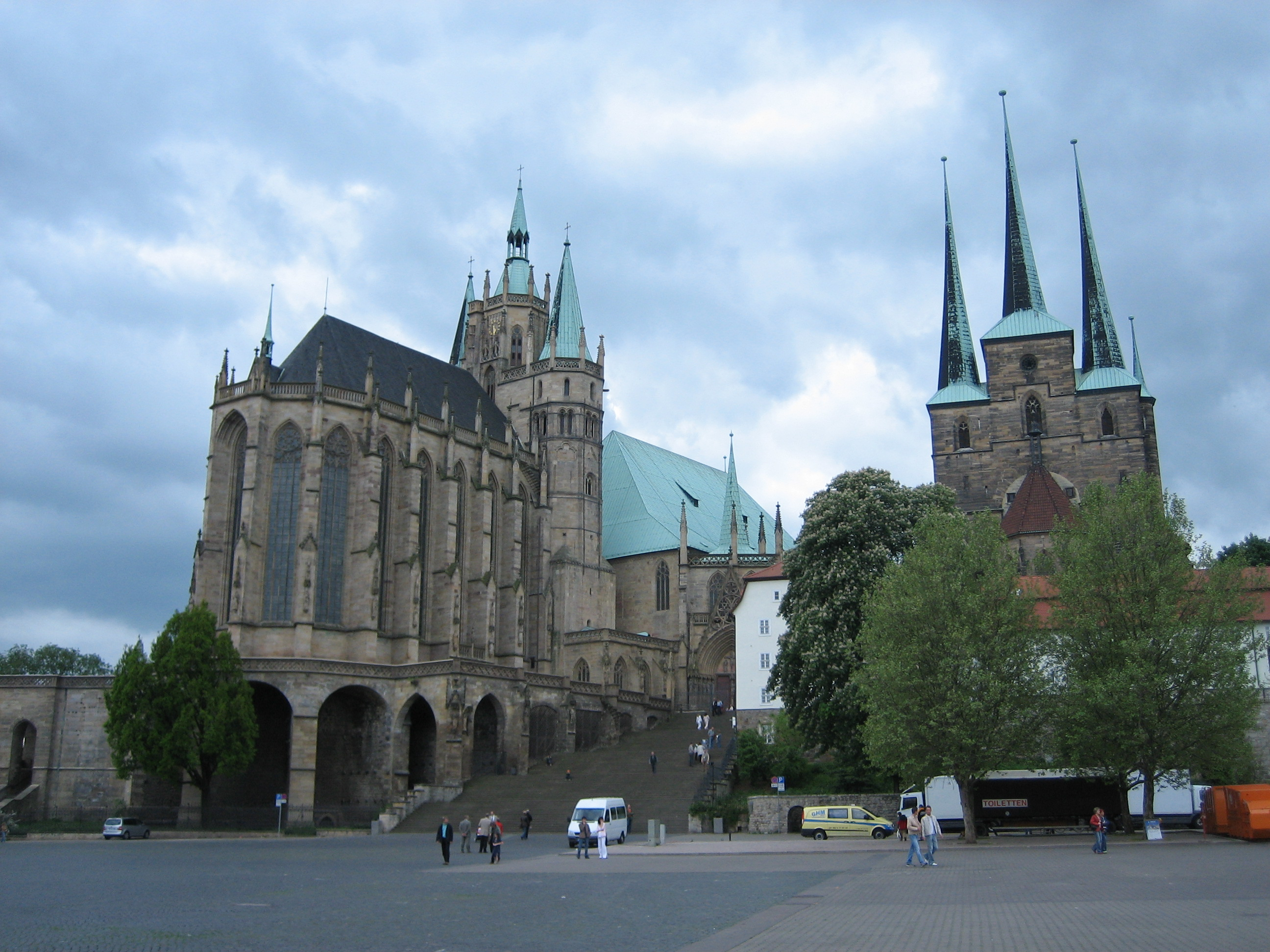
Ensemble Erfurter Dom und Severikirche
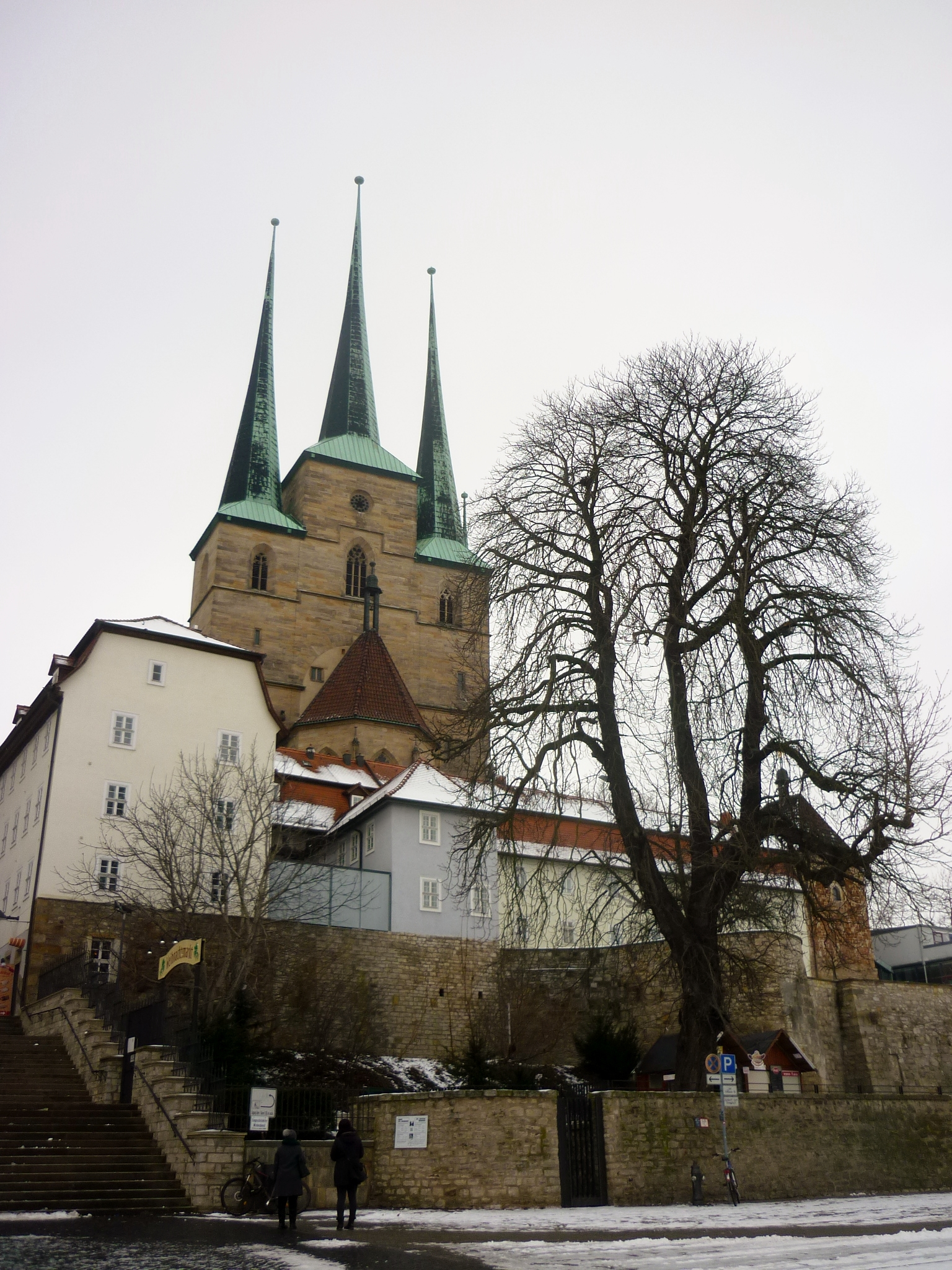
Severikirche im Winter
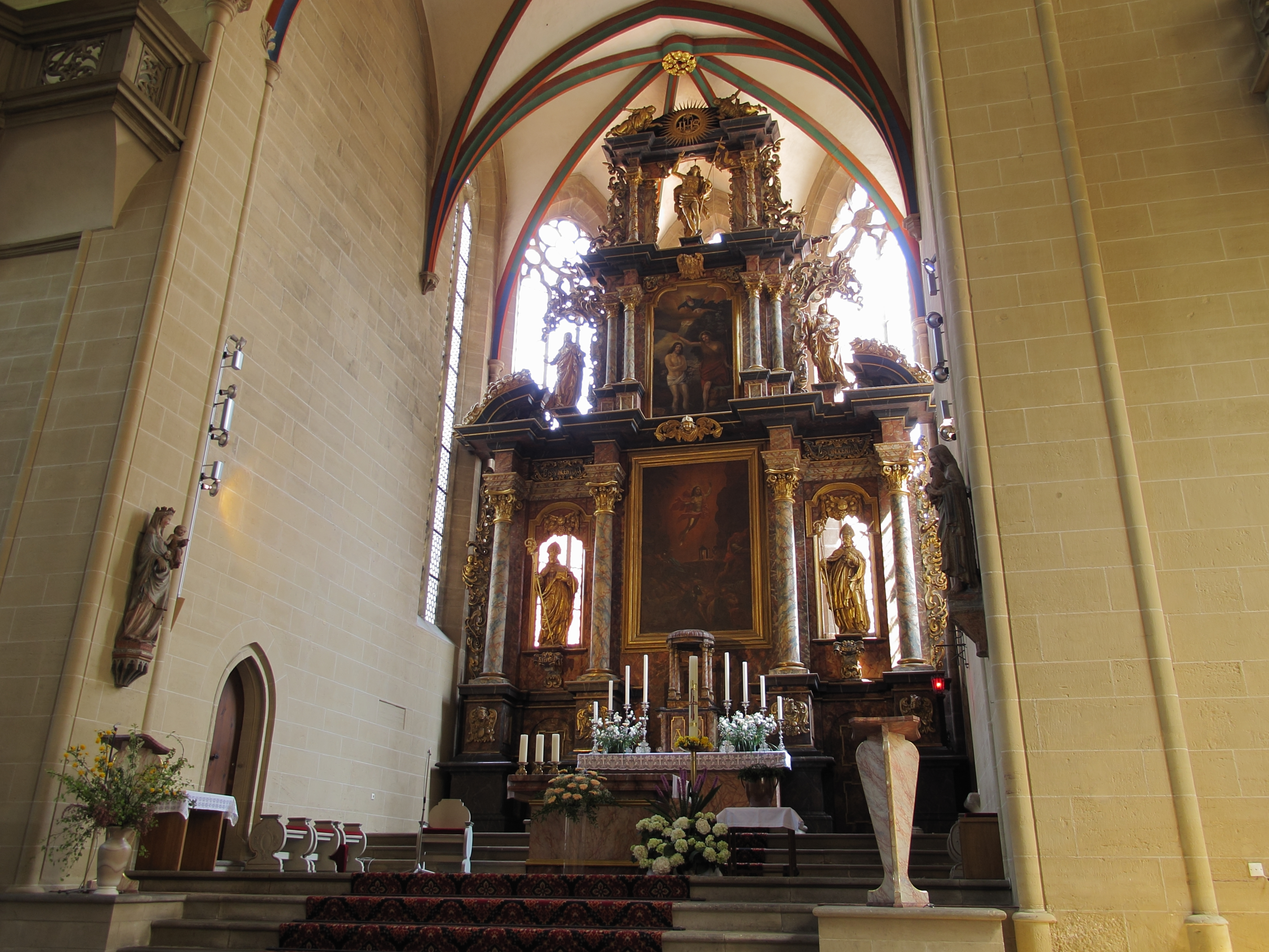
Altar
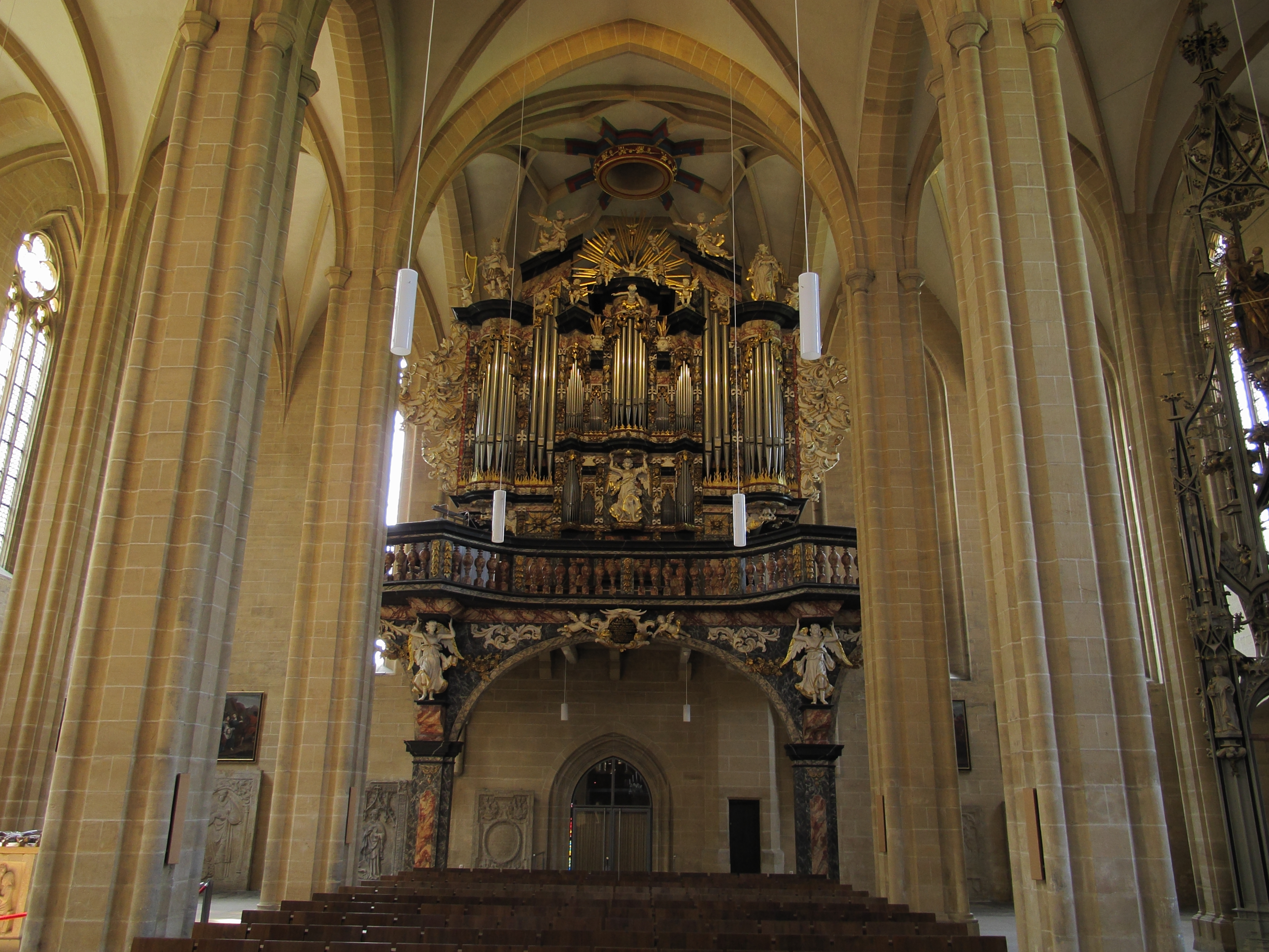
Orgel
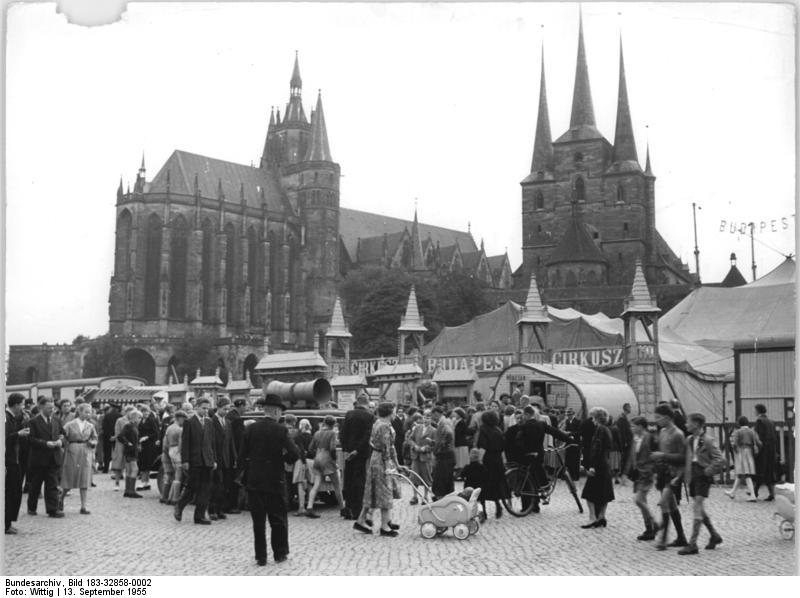
Ensemble Erfurter Dom und Severikirche in den 1950er Jahren

## Orgel

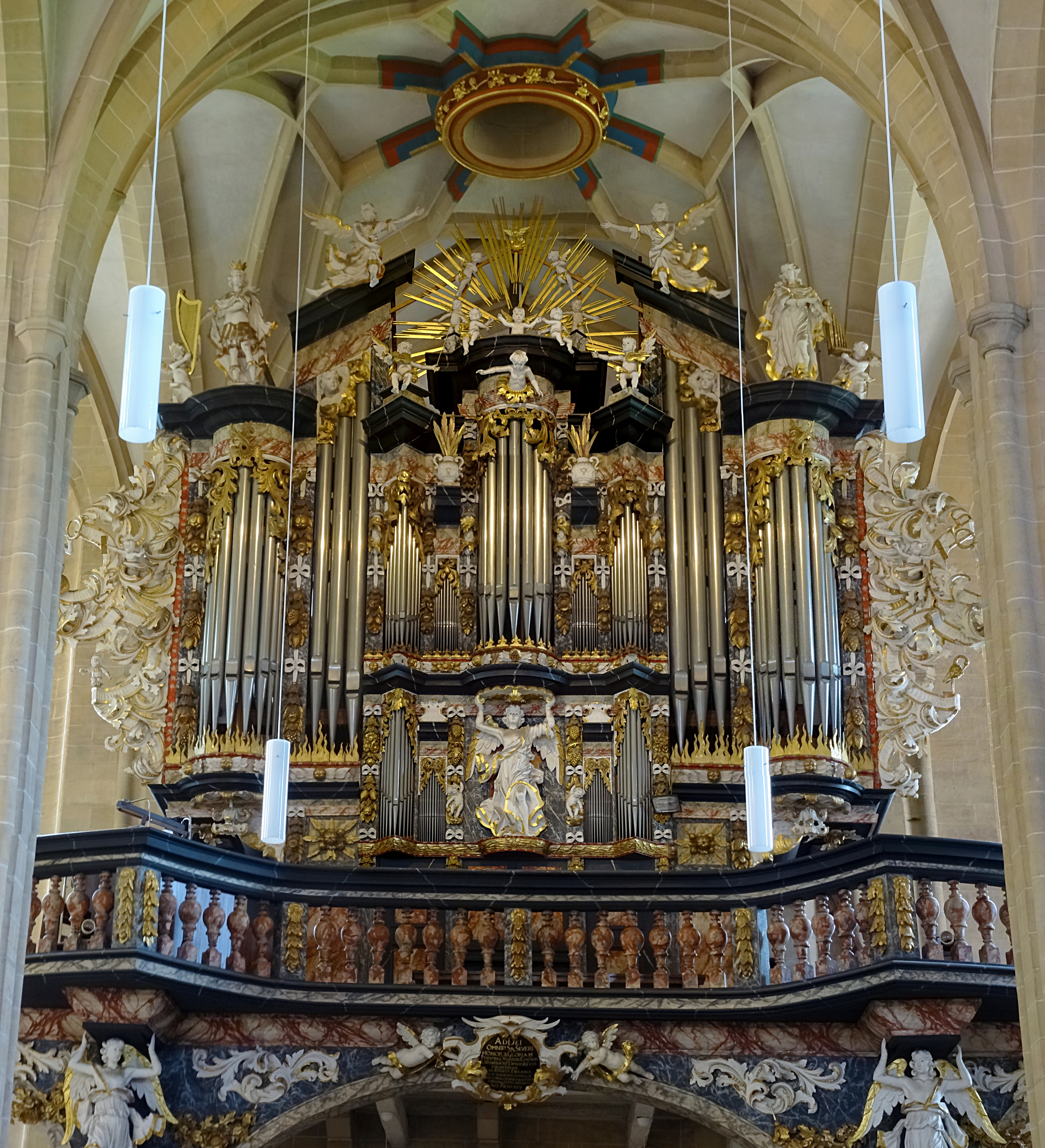
Klais-Orgel im Gehäuse von Wender

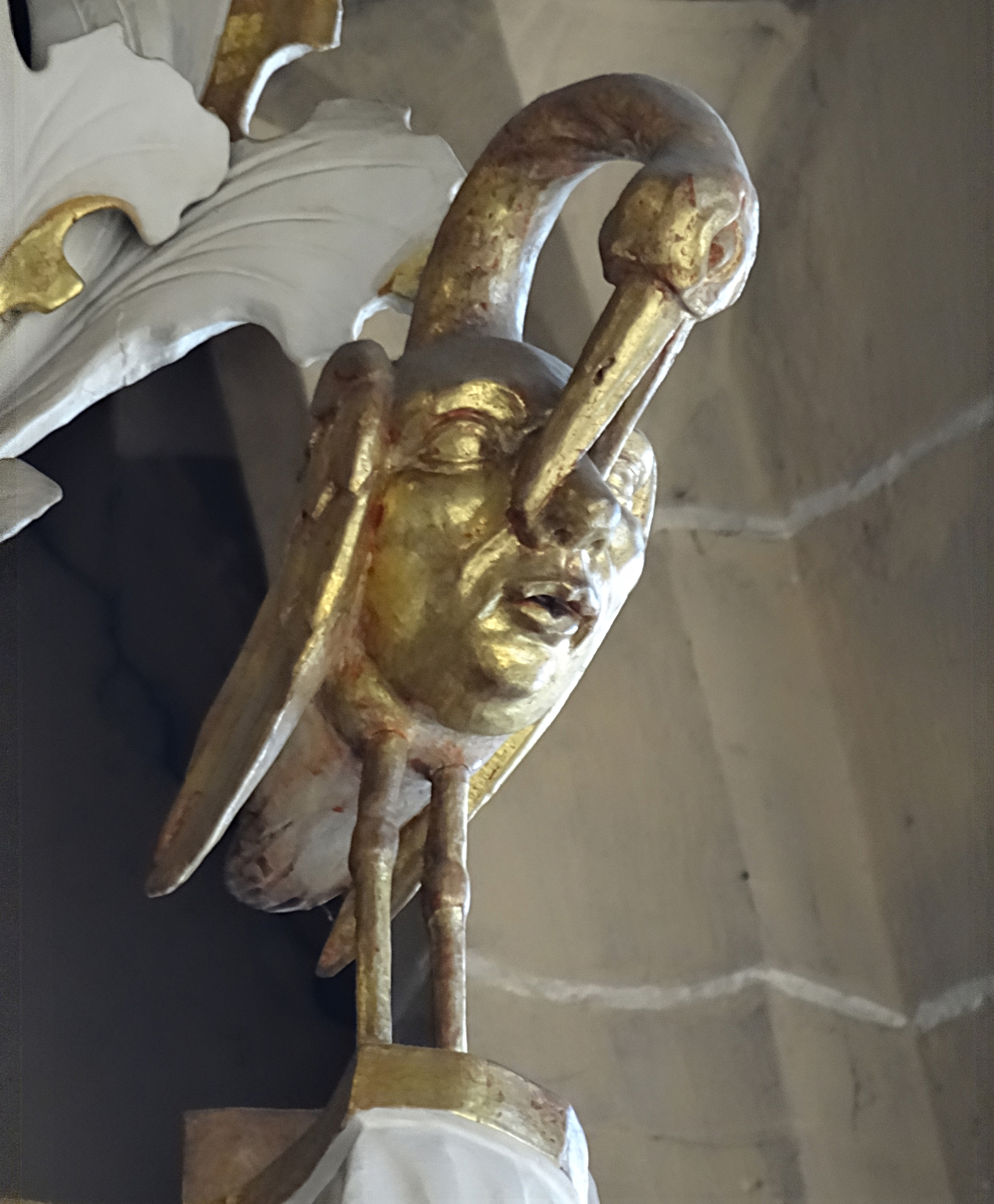
Detail: Der „Vogel Selbsterkenntnis“

Die Orgel der Severikirche wurde 1930 von Johannes Klais (Bonn) in dem Barockgehäuse von Johann Friedrich Wender von 1714 erbaut. Das Instrument hat Kegelladen und elektropneumatische Ton- sowie Registertrakturen.
| I Hauptwerk C–g3 |                   |       |
| 1.               | Nachthorn-Gedackt | 16′   |
| 2.               | Principal         | 8′    |
| 3.               | Rohrflöte         | 8′    |
| 4.               | Salicional        | 8′    |
| 5.               | Prästant          | 4′    |
| 6.               | Zartflöte         | 4′    |
| 7.               | Quinte            | 2 ⁄3′ |
| 8.               | Blockflöte        | 2′    |
| 9.               | Mixtur IV         |       |
| 10.              | Trompete          | 8′    |

| II Positiv C–g3 |                   |        |
| 11.             | Holzflöte         | 8′     |
| 12.             | Quintadena        | 8′     |
| 13.             | Singend Principal | 4′     |
| 14.             | Schwiegel         | 2′     |
| 15.             | Terz              | 1 3⁄5′ |
| 16.             | Nassat            | 1 ⁄3′  |
| 17.             | Cymbel III–IV     |        |
| 18.             | Krummhorn         | 8′     |

| III Schwellwerk C–g3 |                      |    |
| 19.                  | Geigenprincipal      | 8′ |
| 20.                  | Gemshorn             | 8′ |
| 21.                  | Oktave               | 4′ |
| 22.                  | Querflöte            | 4′ |
| 23.                  | Waldflöte            | 2′ |
| 24.                  | Nachthorn            | 1′ |
| 25.                  | Progressiv III–IV    |    |
| 26.                  | Trompette harmonique | 8′ |
|                      | Tremulant            |    |

| Pedal C–f1 |                                 |     |
| 27.        | Principalbaß (c1–f1 aus Nr. 29) | 16′ |
| 28.        | Subbaß (= Nr. 1)                | 16′ |
| 29.        | Oktave                          | 8′  |
| 30.        | Bassflöte (= Nr. 3)             | 8′  |
| 31.        | Choralbaß (C–f0 aus Nr. 29)     | 4′  |
| 32.        | Flachflöte (C–f0 aus Nr.29)     | 2′  |
| 33.        | Bombarde (c1–f1 aus Nr. 10)     | 16′ |

- Koppeln:
  - Normalkoppeln: II/I, III/I, III/II, I/P, II/P, III/P
  - Suboktavkoppeln: II/I, III/I, III/III,III/P
  - Superoktavkoppeln: III/I, III/II, III/III
- Spielhilfen: zwei freie Kombinationen, Registerschweller.

## Glocken
In den Türmen hängt ein großes Geläut mit teilweise historischen Kirchenglocken. Die klangvolle Osanna von 1474 ist die größte im Geläut und mit kunsthistorisch bedeutsamen Glockenritzzeichnungen verziert. Die Vincentia, Schwesterglocke der Gloriosa, goss Gerhard van Wou. Die Alte Martha wurde im Jahre 1987 restauriert. Die Neue Martha trägt eine Glockenritzzeichnung von Horst Jährling, die Christopherus darstellt.

### Hauptgeläut
| Nr. | Name        | Guss- jahr | Gießer                                | Schlagton (HT-1/16) | Durch- messer | Masse  | Turm  |
| --- | ----------- | ---------- | ------------------------------------- | ------------------- | ------------- | ------ | ----- |
| 1   | Osanna      | 1474       | Claus von Mühlhausen                  | ais0 +7             | 1,84 m        | ≈4,5 t | Mitte |
| 2   | Vincentia   | 1497       | Gerhard van Wou                       | h0 +9               | 1,63 m        | ≈3 t   | Süd   |
| 3   | Alte Martha | 1475       | Claus von Mühlhausen                  | dis1 +6             |               |        | Mitte |
| 4   | Neue Martha | 1961       | Franz Schilling, Apolda               | fis1 +13            | 1,06 m        |        | Nord  |
| 5   | Anna        | 1987       | Karlsruher Glocken- und Kunstgießerei | gis1                |               |        | Nord  |

### „Silbergeläut“
Die drei kleinsten Glocken werden als Silberglocken bezeichnet und zählen nicht zum Hauptgeläut:
| Nr. | Name        | Guss- jahr | Gießer                  | Schlagton | Turm |
| --- | ----------- | ---------- | ----------------------- | --------- | ---- |
| 6   | Christkönig | 1962       | Franz Schilling, Apolda | d2        | Nord |
| 7   | Maria       | 1962       | Franz Schilling, Apolda | e2        | Nord |
| 8   | Michael     | 1962       | Franz Schilling, Apolda | fis2      | Nord |

## Einzelne Werke der Ausstattung

### Severisarkophag

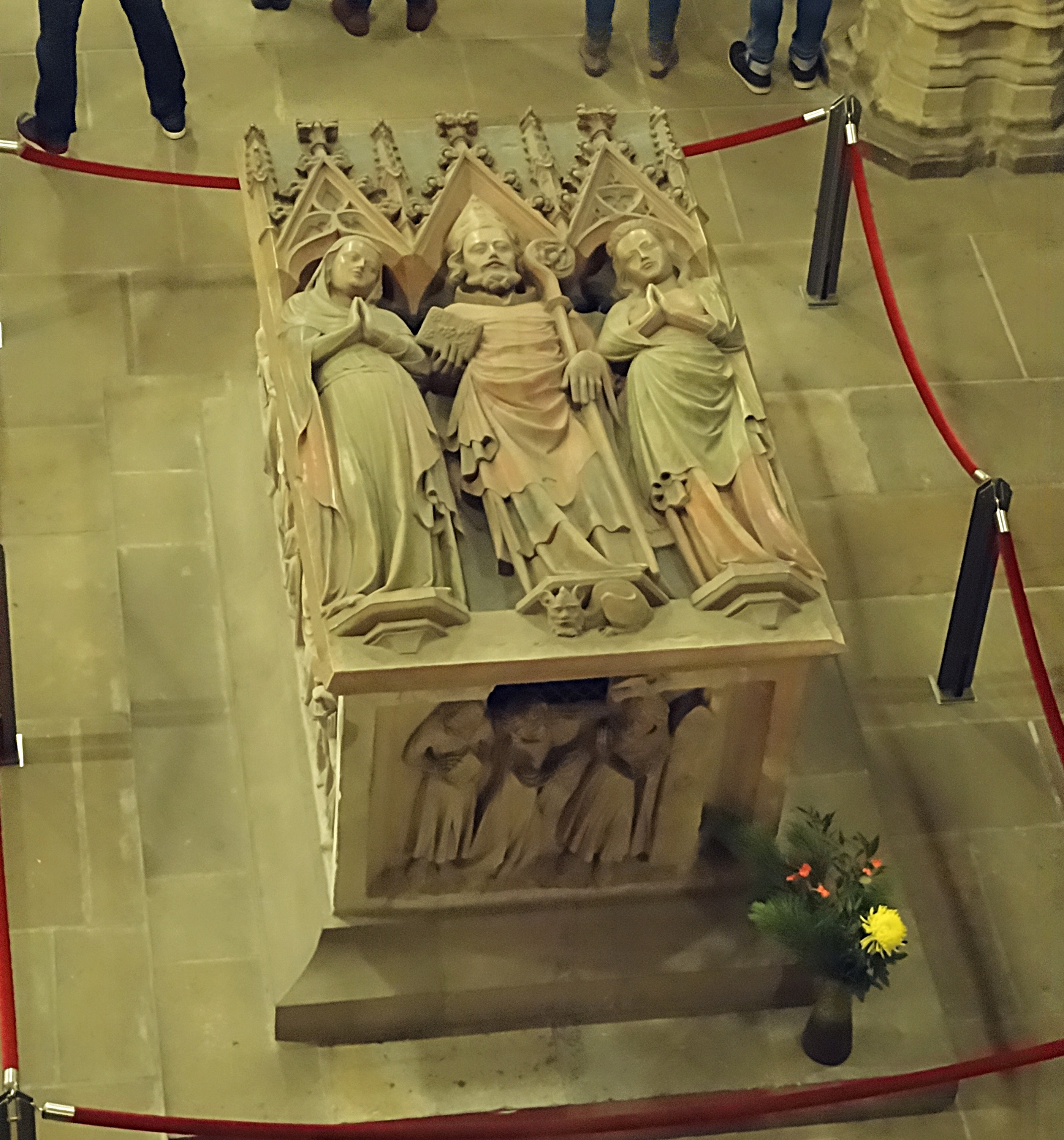
Sarkophag des Heiligen Severus, wiederhergestellt mit Abguss des Originaldeckels

836 wurden die Gebeine des hl. Severus durch den Mainzer Erzbischof Otger von Ravenna zunächst nach Mainz, dann nach Erfurt überführt. Hier waren sie vermutlich im Westteil eines Vorgängerbaues der Kirche beigesetzt und verehrt worden. Mit dem Neubau der Kirche wurde auch eine Neugestaltung des Grabmals notwendig, das weiterhin an zentraler Stelle, vermutlich nahe dem Westchor aufgestellt war.
Bei dem Brand 1472 wurde der Westchor stark zerstört, anschließend zerlegte man das Grabmal und stellte die Seitenplatten anderweitig auf. Die originale Deckplatte wurde nach 1472 als Aufsatz für den Severusaltar im südlichen Querhausarm verwendet. 1948 wurden die Teile wieder zusammengefügt und an dieser Stelle aufgestellt, 1982 kam ein Abguss der Deckplatte hinzu.
Der Sarkophag zählt zu den künstlerisch bedeutendsten Ausstattungsstücken der Severikirche. Die vier Reliefplatten der Umfassungswände entstanden zwischen etwa 1360 und 1370 und werden einem Meister des Severi-Sarkophags zugeschrieben. Auf den nahezu vollplastischen Hochreliefs werden Szenen aus dem Leben und Wirken des Heiligen Severus und die Anbetung der Heiligen Drei Könige nach einem Vorbild in der Nürnberger Lorenzkirche von 1360 dargestellt. Es wurde auch vermutet, dass die einzelnen Teile erst einige Zeit nach ihrer Entstehung zu einer Tumba vereinigt worden sind und zuvor einzeln oder in anderem Zusammenhang, vielleicht als Teile eines Lettners mit Ambo, im Kirchenraum standen.

### Relief des Erzengels Michael

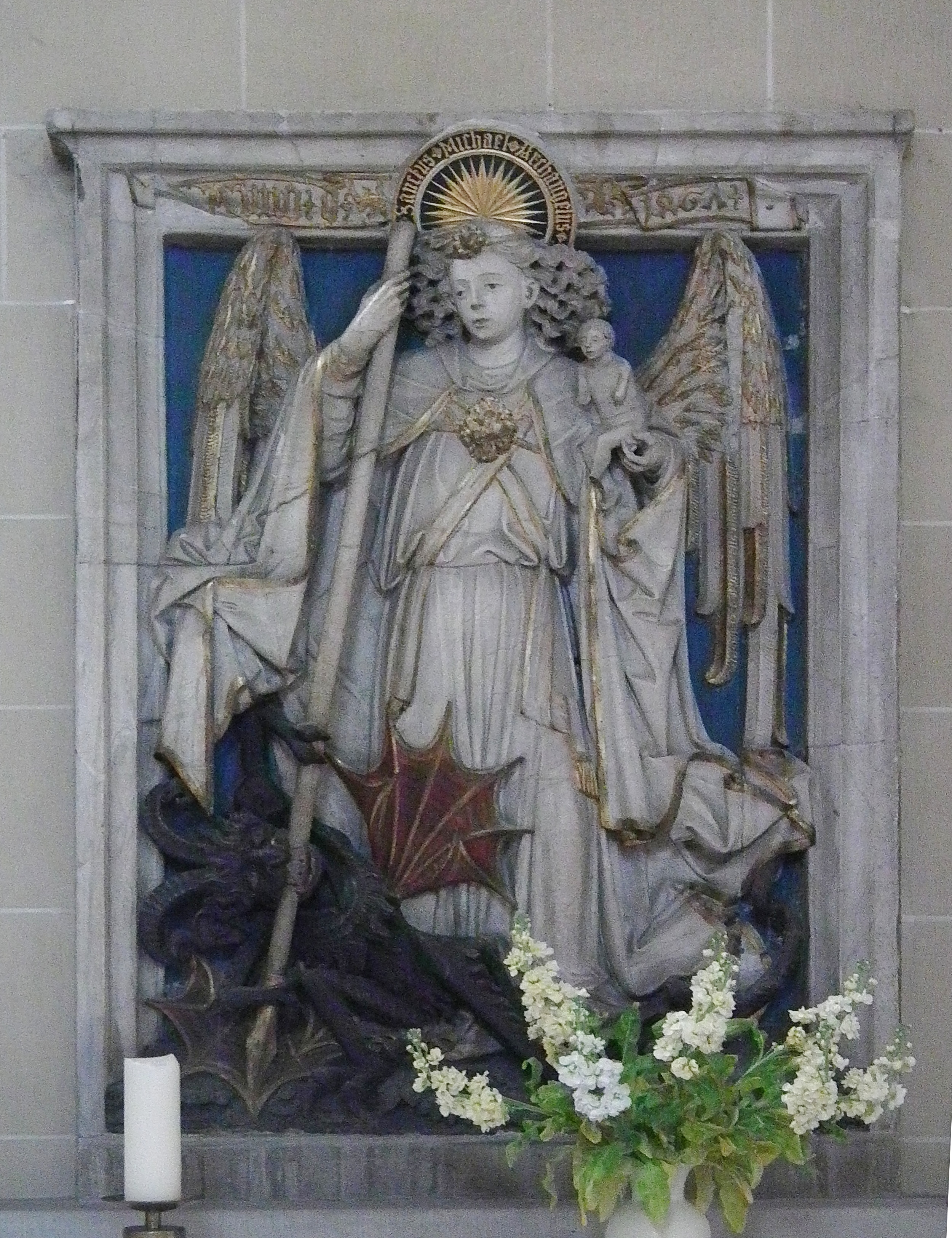
Relief des Erzengels Michael

Das Alabasterrelief des Erzengels Michael wurde erst 1938 an die Südwand des Ostquerhauses versetzt, vorher war es in die Nordwand des Chores eingelassen. Es stellt den Erzengel als ruhige majestätische Lichtgestalt mit einem nackten Menschen in der Linken im Gegensatz zu dem wild kämpfenden Drachen dar, der sich in die Lanze des Engels verbissen hat. Das Werk ist auf einem Schriftband auf das Jahr 1467 datiert; der Name des Bildhauers ist nicht bekannt. Seine Werke (darunter ein Alabasterstandbild des Heiligen Mauritius im Magdeburger Dom und eine Alabastermadonna in der Franziskanerkirche in Halberstadt) zeichnen sich durch realistische Gesichter und Körper, feine Durchbildung im Detail, überlegte Komposition und sensible Darstellung aus.

## Bonifatiuskapelle
Die katholische Bonifatiuskapelle ist ein quadratischer, in Teilen noch romanischer Turm, der ursprünglich vielleicht zur erzbischöflichen Burg gehörte. Möglicherweise schon im 14. Jahrhundert wurde er bei der Einsetzung des Maßwerkfensters an der Westseite zur Kapelle umgebaut. Das Walmdach mit Dachreiter stammt aus dem 17. Jahrhundert.

## Bedeutungsgeschichte
Das St.-Severi-Stift geht auf eine Kirche namens St. Paul aus dem 8./9. Jahrhundert zurück. Die Reliquien, die 836 unter Erzbischof Otgar von Mainz nach Erfurt kamen, waren von so hoher Bedeutung, dass das Stift in „St. Severi“ umbenannt wurde. Aus der Zeit danach ist bekannt, dass bereits vor 1080 ein rechtlich selbständiges Chorherrenstift bestanden haben soll. St. Severi war im 11./12. Jahrhundert eine der ältesten Kirchen und Klerikergemeinschaft. Jedoch war sie nicht die bedeutendste, sondern stand immer hinter St. Marien (in Zeugenlisten von Urkunden wurde sie immer nach St. Marien aufgeführt). Dennoch bildete nicht nur St. Marien eine Verwaltungseinheit, sondern auch St. Severi wurde ebenfalls als ein Archidiakonat bezeichnet. Besonders hervorzuheben für den Status St. Severis sind die verwaltungstechnischen Funktionen, die ihm über den erzbischöflichen Grundbesitz zufielen. Somit war das Stift für das Bistum eine Art Fronhof. In unzähligen umliegenden Ortschaften hatte das St.-Severi-Stift Grundbesitz. Ein Schutzbrief des Kaiser Ludwig dem Baiern aus dem Jahre 1335 bestätigt alle Güter. In einem Privilegium des Kaisers Carl IV. d.d. Wittenberg aus dem Jahre 1348 werden diese dem Stift ebenfalls bestätigt. Diese Grundbesitze befanden sich unter anderem im Landkreis Erfurt, Kreis Weissensee, Kreis Eckartsberga, Großherzogtum Weimar, Großherzogtum Gotha, Herzogtum Sachsen-Meiningen und Fürstentum Schwarzburg.
Das vermeintliche Nonnenkloster basiert auf einer Verwechslung mit dem Nonnenkloster Altmünster zu Mainz. Tatsächlich gab es vor der Erbauung des Krummhauses im Jahre 1123 ein Nonnenkloster auf dem Cyriaxberg; dieses musste in den Südwesten Erfurts verlegt werden. Spätere Nennungen eines Nonnenklosters können daher nicht in Verbindung mit dem St.-Severi-Stift gebracht werden.

## Varia
- Die Kirche St. Severi in Blankenhain war ursprünglich eine Tochterkirche der Severikirche Erfurt.